# Kagnadjé
Kagnadjé est un village de la Région du Nord au Cameroun. Il est situé dans la commune de Madingring dans le département du Mayo-Rey.

## Infrastructure et association
Le village dispose d'une école, il y a une école publique de niveau 3 à Kagnadjé I et une école de niveau  2 à Kagnadjé II.
Le village dispose aussi d'un Bief mais il est en mauvais état.

## Population et Société

### Population totale
En 2005, la population recensée du village était de 1 303 habitants pour Kagnadjé I et 713 habitants pour Kagnadjé II.En 2014, la population recensée du village était de 1 331 habitants pour Kagnadjé I et 779 habitants pour Kagnadjé II.

### Répartition de la population selon les âges
| Hommes | Classe d’âge | Femmes |
| ------ | ------------ | ------ |
| 211    | 0–5          | 283    |
| 183    | 6–13         | 198    |
| 253    | 14–19        | 208    |
| 179    | 20–34        | 197    |
| 174    | 35–59        | 190    |
| 15     | 60–+         | 19     |